# Neocheronea
Neocheronea is een geslacht van wantsen uit de familie van de Reduviidae (Roofwantsen). Het geslacht werd voor het eerst wetenschappelijk beschreven door Norman Cecil Egerton Miller in 1955.

## Soorten
Het genus bevat de volgende soorten:

- Neocheronea flavicans Miller, 1958
- Neocheronea papuensis Miller, 1955